# Sophia de Mello Breyner
Sophia de Mello Breyner Andresen (ur. 6 listopada 1919 w Porto, zm. 2 lipca 2004 w Lizbonie) – portugalska pisarka. Była pierwszą autorką portugalską, która otrzymała w 1999 najbardziej cenioną nagrodę w dziedzinie literatury portugalskojęzycznej – o Prémio Camões. 

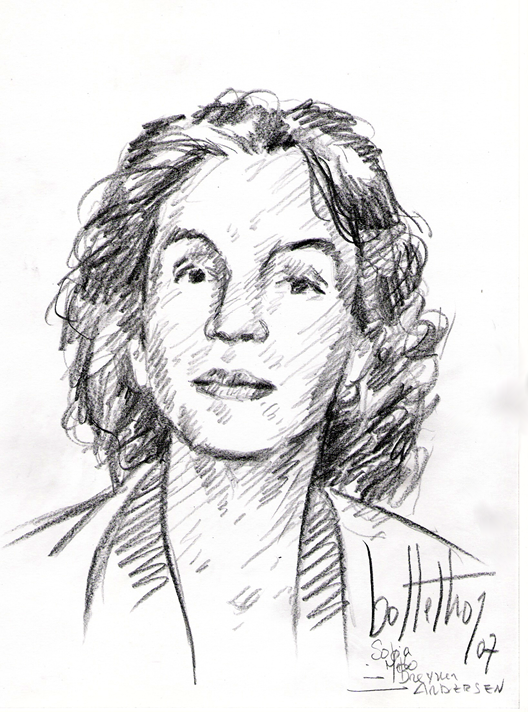
Sophia de Mello Breyner Andresen, rys. Carlos Botelho

## Życiorys
Sophia de Mello była pochodzenia duńskiego od strony ojca. Jej dziadek, Jan Henrik Andersen, przypłynął do Porto w roku 1885 i tam na stałe się osiedlił. Rodzice Sophii de Mello wychowywali ją według konserwatywnej tradycji chrześcijańskiej. Jej edukacja przebiegała w warunkach uprzywilejowanych jeśli chodzi o środowisko kulturowe i artystyczne, co miało duży wpływ na późniejszą twórczość pisarki. W latach 1936–39 uczęszczała na studia z zakresu filologii klasycznej na Uniwersytecie w Lizbonie, jednak studiów nie ukończyła. Stała się postacią szeroko rozpoznawalną ze względu na swoją liberalną postawę polityczną. Popierała ruch monarchistyczny i przeciwstawiała się reżimowi Salazara. W 1946 roku wyszła za mąż za dziennikarza, polityka i adwokata Francisco Sousę Tavaresa, z którym miała pięcioro dzieci. W latach pięćdziesiątych uczestniczyła wraz ze swoim mężem w interwencjach przeciwko reżimowi panującemu wówczas w Portugalii. Była współzałożycielką Narodowej Komisji ds. Pomocy Więźniom Politycznym

## Twórczość
Zasady katolickie, mocno zakorzenione w jej hierarchii wartości, uwarunkowały w dużym stopniu tematykę jej dzieł, w których motywami przewodnimi są: poszukiwanie sprawiedliwości, perfekcji, śmierć, próba zdefiniowania moralności i sensu życia. Inne tematy, na których koncentruje się autorka, to m.in. morze, wspomnienia z dzieciństwa, dom, starożytność. Poza szeroką twórczością poetycką, wyróżniała się także literaturą dziecięcą i tłumaczeniami, m.in. Dante Alighieri i Shakespeare’a. Otrzymała łącznie 18 nagród za twórczość literacką. 

### Poezja
- Poesia (1945)
- O Dia da Mar (1947)
- Coral (1951)
- No Tempo Dividido (1954)
- Mar Novo (1958)
- Livro Sexto (1962)
- O Cristo Cigano (1962)
- Geografia (1967)
- Grades (1970)
- 11 Poemas (1971)
- Dual (1972)
- Antologia (1975)
- O Nome das Coisas (1977)
- Navegações (1983)
- Ilhas (1989)
- Musa (1994)
- Signo (1994)
- O Búzio de Cós (1997)
- Mar (2001) - antologia pod red. Maria Andresen de Sousa Tavares
- Primeiro Livro de Poesia (infanto-juvenil) (1999)
- Orpheu e Eurydice (2001)

### Proza

#### Opowiadania
- Contos Exemplares (1962)
- Histórias da Terra e do Mar (1984)

#### Opowiadania dziecięce
- A Menina do Mar (1958)
- A Fada Oriana (1958)
- Noite de Natal (1959)
- O Cavaleiro da Dinamarca (1964)
- Chłopiec z brązu (O Rapaz de Bronze) (1965)
- A Floresta (1968)
- A Árvore (1985)

### Teatr
- O Bojador (2000)
- O Colar (2001)

### Eseje
- Cecília Meireles (1956)
- Poesia e Realidade (1960)
- O Nu na Antiguidade Clássica (1975)

### Przekłady
- A Anunciação de Maria (Paul Claudel)
- O Purgatório (Dante)
- Hamlet (William Shakespeare)
- Muito Barulho por Nada (William Shakespeare)
- Medeia (Eurypides)